# Сарон
Сарон (др.-греч. Σάρων) — персонаж древнегреческой мифологии. Царь Трезена после Алфепа.
Воздвиг храм Артемиды Саронийской у моря (Псифейского болота). Любил охотиться. Увидев лань, преследовал её, она бросилась в море, он последовал за ней и утонул. Его похоронили в роще Артемиды, а часть моря стали называть Саронийским заливом.
Ежегодно справляют праздник Саронии в честь Артемиды.